# باتريك بيلنغسلي
باتريك بيلنغسلي (بالإنجليزية: Patrick Billingsley)‏ هو رياضياتي وممثل أمريكي، ولد في 3 مايو 1925 في سو فولز في الولايات المتحدة، وتوفي في 22 أبريل 2011 في شيكاغو في الولايات المتحدة بسبب مرض.

## أعمال

### أفلام
- (1980) مكان ما في الزمن
- (1987) الممنوع لمسهم[5]

## وصلات خارجية
- باتريك بيلنغسلي على موقع IMDb (الإنجليزية)
- باتريك بيلنغسلي على موقع أول موفي (الإنجليزية)
- باتريك بيلنغسلي على موقع قاعدة بيانات الفيلم (الإنجليزية)